# KS Posnania

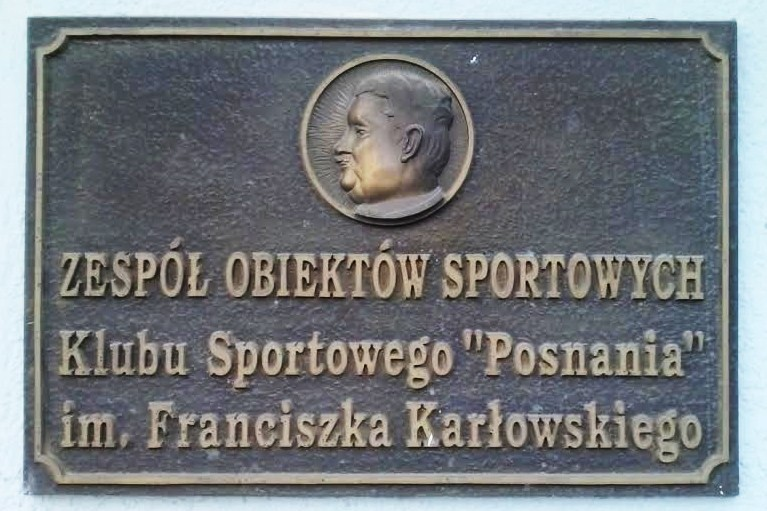
Tablica na pływalni przy ul. Słowiańskiej

KS Posnania – jeden z najstarszych poznańskich klubów sportowych.

## Historia
Klub został założony 8 maja 1907 roku, pod nazwą KS Normania. Swoje pierwsze mecze KS Normania grająca w biało-czerwono-niebieskich barwach, rozgrywała na ówczesnym placu Livoniusa (miejsce dzisiejszego dworca autobusowego). W 1912 roku, podczas meczu rozgrywanego pomiędzy KS Normanią a miejscową niemiecką FC Brytania doszło do incydentu. Prowadzący zawody sędzia Rhode wykluczył z gry piłkarza Normanii Mariana Srokę za to, że odzywał się po polsku. Na znak protestu cała drużyna demonstracyjnie opuściła boisko. W odpowiedzi Związek niemiecki nałożył na klub kary pieniężne, a także zdyskwalifikował kilku zawodników. Wkrótce odbyło się zebranie, na którym rozwiązano formalnie niemiecką KS Normanię (należącą do Niemieckiego Wschodniego Związku Piłkarskiego – Südostdeutscher Fussball Verband), powołując w jej miejsce polską Normanię, która wkrótce, tj. 7 stycznia 1913 przybrała nową nazwę: Pierwszy Polski Klub Sportowy Posnania skupiający piłkarską, polską młodzież. Klub ten, wraz z poznańską Wartą, był konkurencją niemieckich drużyn futbolowych. Ostatecznie piłkarski klub Posnania jest traktowany jako kontynuator klubu istniejącego od roku 1907 i to właśnie ta data jest uważana za „narodziny” poznańskiego klubu.
Aktualnie zrezygnowano z sekcji piłki nożnej, natomiast liczni wychowankowie klubu w dziedzinie kajakarstwa i wioślarstwa są reprezentantami Polski. Ostatnio klub odnosi również coraz większe sukcesy w rugby, np. w 2008 drużyna juniorów zdobyła tytuł Mistrza Polski podczas turnieju rozgrywanego w Poznaniu.
Siedziba klubu znajduje się przy ul. Słowiańskiej 78, gdzie mieści się też pływalnia, stadion do rugby oraz korty tenisowe.

## Pozostałe sekcje sportowe
- Kajakarska
- Pływacka
- Żeglarska
- Motorowodna
- Triathlonowa

## Sekcje nieistniejące
- Bokserska
- Lekkoatletyczna
- Motorowa
- Piłki ręcznej
- Piłki nożnej
- Siatkówka (Męska)
- Strzelectwo
- Zapasy

## Obiekty sportowe
- Obiekty przy ulicy Słowiańskiej 78
  - Główny stadion do rugby (4000 miejsc)
  - Treningowy stadion do rugby (600 miejsc)
  - Kompleks kortów tenisowych ze sztuczną trawą
  - Pływalnia/Solarium/Sauna
  - Hala sportowa
  - Siłownia
- Przystań sportów wodnych przy ul. Wioślarskiej 72
- Przystań przy ul. Piastowskiej
- Przystań Żeglarska w Krzyżownikach